# Reichenbachia bicolor
Reichenbachia bicolor är en skalbaggsart som först beskrevs av Brendel, in Brendel och Henry Frederick Wickham 1890.  Reichenbachia bicolor ingår i släktet Reichenbachia och familjen kortvingar. Inga underarter finns listade i Catalogue of Life.